# Slavík modráček
Slavík modráček (Luscinia svecica) je malý druh pěvce z čeledi lejskovitých.

## Taxonomie
Druh s velmi složitou zeměpisnou proměnlivostí. Tvoří deset poddruhů, z nichž v Evropě hnízdí čtyři.
- L. s. svecica – slavík modráček tundrový obývá celý sever areálu od Skandinávie po Aljašku.
- L. s. namnetum – slavík modráček západoevropský v jihozápadní a střední Francii.
- L. s. cyanecula – slavík modráček středoevropský ve střední a jižní Evropě.
- L. s. volgae – slavík modráček jihoruský v severní Ukrajině, odkud zasahuje dále na východ.

Dalších šest poddruhů žije v Asii.

## Popis

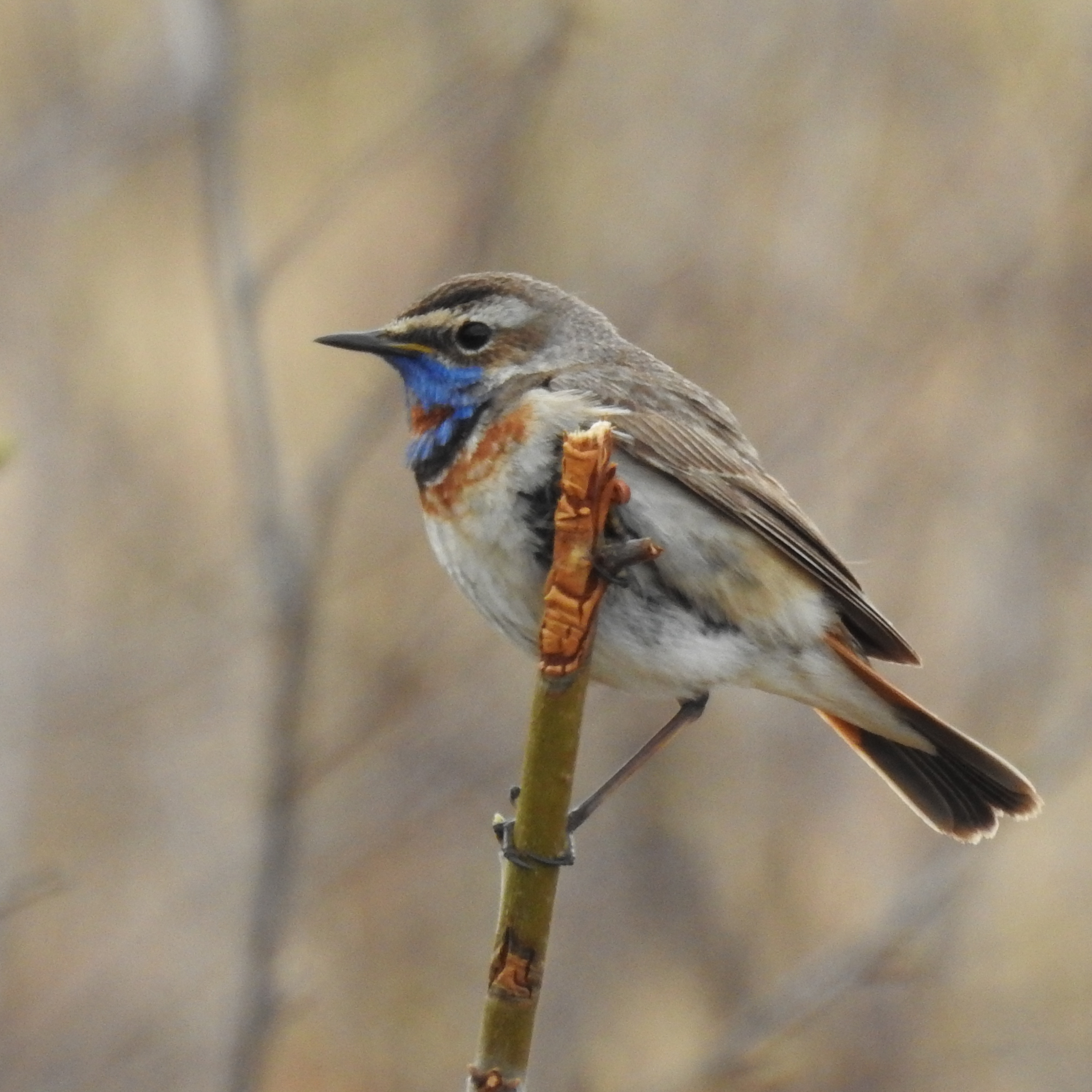
Slavík modráček tundrový (L. s. svecica), samec

O něco menší než vrabec (délka těla 13–14 cm), štíhlý, s poměrně dlouhýma nohama. Ve všech šatech má nápadný bělavý nadoční proužek a rezavě červené strany kořene ocasu. Samec má modrou náprsenku, lemovanou zespodu černým a rezavým proužkem, s červenou nebo bílou (někdy i žádnou) skvrnou uprostřed modrého zbarvení. Na podzim je hrdlo zčásti žlutavě bílé. Samice mají na hrudi většinou jen kresbu z černých skvrn (starší samice i modré zbarvení). Mladí ptáci jsou jemně světle skvrnití a připomínají mladou červenku, jdou však snadno odlišit díky charakteristickému zbarvení ocasu.

## Rozšíření
Druh s palearktickým typem rozšíření, pronikl i do Severní Ameriky. Tažný, zimuje v severní Africe a Přední a jižní Asii. V severní Evropě hnízdí mezi vrbami a ve vlhkých březových lesích, jinde v bažinatých místech u mokřadů a řek s porostem keřů, rákosí, olší apod.

## Výskyt v Česku
V České republice hnízdí dva poddruhy se zcela odlišnými ekologickými nároky.
 Slavík modráček středoevropský (Luscinia svecica cyanecula) hnízdí především v porostech rákosu, orobince a ostřic na okrajích rybníků. Pozorování tohoto poddruhu v hnízdní době se začala množit zejména po roce 1970 (jižní a jihozápadní Čechy), hnízdo bylo poprvé nalezeno v roce 1982 na Domažlicku. Poté počty výrazně rostly a modráčci se rozšířili i do dalších oblastí (jižní Morava, Ostravsko, Českomoravská vysočina, severozápadní a východní Čechy). Početnost byla odhadována v letech 1985–1989 na 90-140 párů, v letech 2001–2003 už na 400–600 párů. Slavík modráček tundrový (Luscinia svecica svecica) hnízdí v Česku na rašeliništích na hřebeni Krkonoš, kde byl poprvé zaznamenán v roce 1978. Početnost se dále zvyšovala, až dosáhla vrcholu v roce 1989 (min. 40 samců a 21 samic). Od té doby došlo k výraznému poklesu, v letech 2001–2003 byla populace odhadována na 15–30 párů. V roce 1989 byl zjištěn zpívající samec na vrcholu Pradědu v Hrubém Jeseníku, hnízdění zde dosud nebylo doloženo.

## Potrava
Převážně živočišná; převládá hmyz, pavouci a měkkýši. Na podzim zahrnuje také různé plody. Potravu sbírá zejména na bahnitých místech.

## Hnízdění

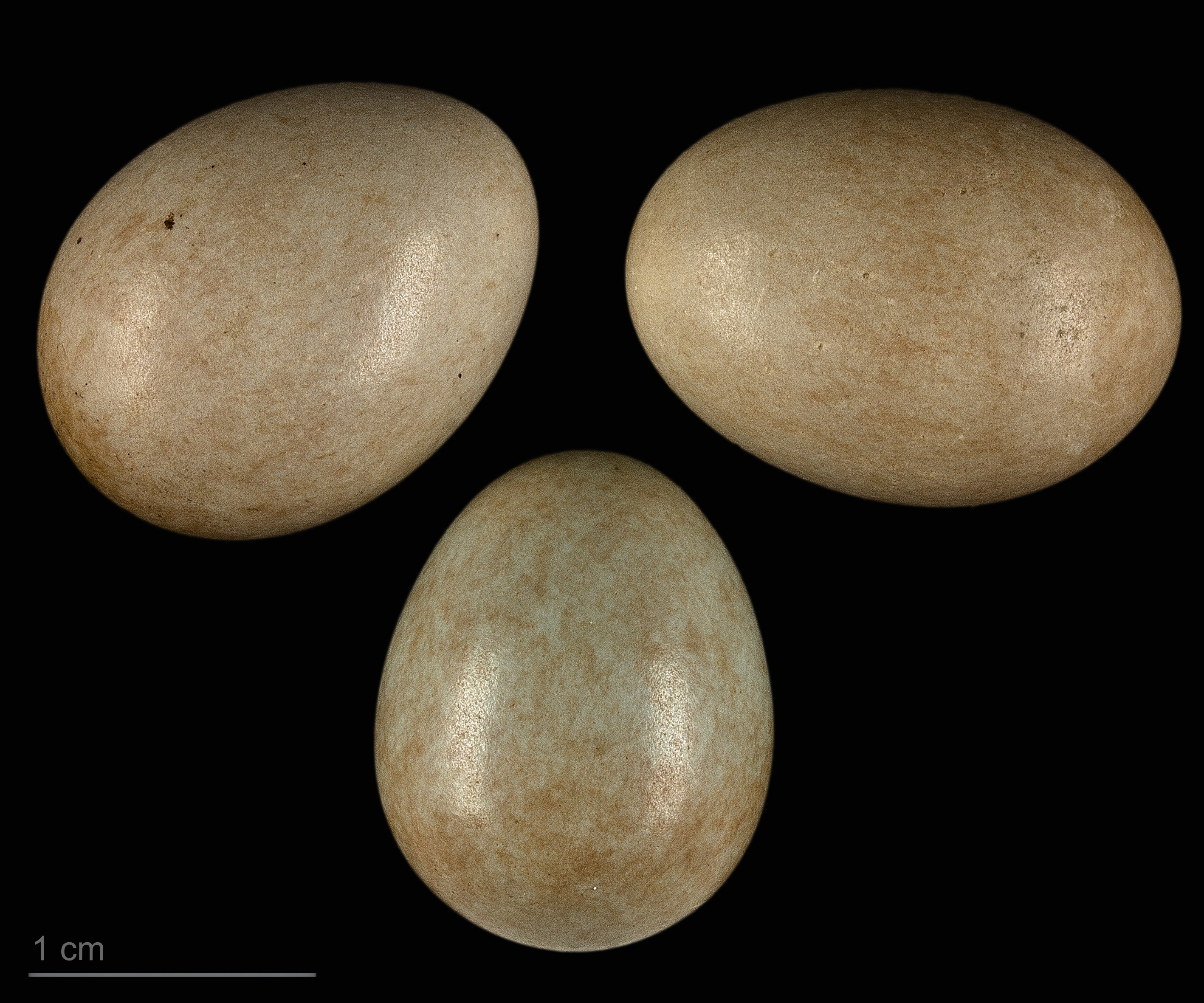
Luscinia svecica cyanecula

Hnízdí jednotlivě, s častým výskytem bigynie. Samci přilétají na hnízdiště o několik dní dříve než samice a krátce poté začínají zpívat. Setrvávají-li na hnízdišti dobré podmínky, využívají často stejnou lokalitu po mnoho let. Hnízdo staví samotná samice dobře ukryté v husté přízemní vegetaci. Hnízdí 2× ročně; snůška čítá zpravidla 5 (6–7) modrozelených, jemně červenohnědě skvrnitých vajec o velikosti 19,0 × 14,26 mm (ssp. cyanecula). Inkubace trvá 13–14 dnů, sedí pouze samice, výjimečně střídána samcem. Mláďata krmí oba rodiče; hnízdo opouštějí ve věku 14 dnů a spolu s rodiči zůstávají dalších asi 14 dnů. Pohlavně dospívají ve druhém roce života.